# 兄弟姉妹の日
兄弟姉妹の日（きょうだいしまいのひ、英: Siblings Day、国際兄弟姉妹デーとも呼ばれる）は、4月10日に兄弟姉妹の関係を称えるためにアメリカ合衆国の一部地域で毎年開催される祝日。母の日と父の日とは異なり、それは連邦政府から認定されていないが、兄弟姉妹の日財団は認定に向けて働きかけている。1998年以来、49州の州知事は、公式に兄弟姉妹の日を州として認める宣言を出している。
兄弟姉妹の日は、本質的に異なる起源と習慣にもかかわらず、インドのラーキーの祝日と多くの類似点を共有しているため、国際的なものとみなすことが出来る。

## 歴史
この祝日は、元々幼い頃に死亡した兄弟姉妹の記憶を称えるために、クラウディア・エヴァート（Claudia Evart）によって考案された。兄弟姉妹の日財団は1997年に設立され、1999年に非営利団体の地位を得た。
キャロリン・マロニー（ニューヨーク州14区議会地区のアメリカ合衆国下院議員）は、公式にこの祝日に敬意を表し、2005年9月26日にアメリカ合衆国議会議事録に記録した。

## 祝い
米国では、約80％の人々が兄弟姉妹を持っているこの記念日は、兄弟姉妹の関係を祝うことを目的としている。
この記念日の間は、兄弟姉妹に贈り物を与えることや（サプライズギフトを含む）、ギフトカードを贈ること、また夕食を贈ることなどを行う。また、非物質的な祝い方の例としては、兄弟姉妹に抱擁をしたり、共に時間を楽しんだり、自分の人生における彼ら、彼女らの存在を称えたりすることが挙げられる。